# James Ivory
James Francis Ivory (Berkeley, Kalifornia, 1928. június 7. –) Oscar-díjas amerikai filmrendező.

## Élete
James Ivory 1928. június 7-én született Edward Patrick Ivory és Hallie Millicent De Loney gyermekeként.
Tanulmányait az Oregoni Egyetemen valamint a Dél-kaliforniai Egyetemen végezte.
1952-től önállóan készíti filmjeit mint rendező, forgatókönyvíró és operatőr. 1962 óta Ismail Merchant indiai producerrel a Merchant Ivory Productions társtulajdonosa. 1974-ben Guggenheim-ösztöndíjas lett.

## Filmjei
- Velence, téma és variációk (1957)
- A kard és a furulya (1959)
- A ház ura (1963)
- A delhi út (1964)
- Shakespeare (1965)
- A guru (1969)
- Bombayi hangosfilm (1970)
- Egy barna férfi kalandjai a civilizáció keresése közben (1971)
- Barbárok (1972)
- A vad parti (1975)
- Egy hercegnő önéletrajza (1975)
- Rózsaország (1977)
- Hűhó Georgie és Bonnie képei körül (1978)
- The Europeans (1979)
- Az öt-negyvenötös (1979)
- Jane Austen Manhattanben (1980)
- Kvartett (1981)
- Heat and dunst (1982)
- A bostoniak (1984)
- Szoba kilátással (1985)
- Maurice (1987)
- New York rabszolgái (1989)
- Mr. és Mrs. Bridge (1990)
- Szellem a házban (1992)
- Napok romjai (1993)
- Jefferson Párizsban (1994)
- Túlélni Picassót (1995)
- Író és hős (1998) (forgatókönyvíró is)
- Az aranyserleg (2000)
- Válás francia módra (2003) (forgatókönyvíró is)
- Heights (2005) (csak producer)
- A fehér grófnő (2005)

## Díjai
- David di Donatello-díj (1987)
- BAFTA-díj a legjobb filmnek (1987, 1993)
- Bodil-díj (1993)
- D. W. Griffith-díj (1995)
- Oscar-díj (2018)